# Pseudobrookit
Pseudobrookit – minerał z grupy tlenków.

## Właściwości
Krystalizuje w układzie rombowym. Posiada słupkowy, tabliczkowy lub igiełkowy pokrój. Występuje w skupieniach wiązkowych i promienistych oraz w formie kryształów wrosłych lub narosłych. Jest minerałem kruchym, przezroczystym lub nieprzezroczystym. Ma metaliczny połysk oraz brunatną, czerwonawą lub żółtobrunatną rysę.

## Występowanie
Zazwyczaj powstaje w wyniku procesów pneumatolitycznych w bogatych w tytan andezytach, ryolitach, bazaltach itp. oraz w wyniku reakcji z ksenolitami w ich obrębie. Rzadko w skałach plutonicznych. Występuje w druzach i pęcherzykach pogazowych w skałach wulkanicznych. Towarzyszą mu piroksen, hornblenda, tridymit, apatyt i perowskit, enstatyt, hematyt, sanidyn, topaz, forsteryt, biksbait i kwarc.

## Miejsce występowania
- Kartagena, Hiszpania[2]
- Katzenbuckel, Eifel Niemcy[2]
- Styria, Tyrol Austria[2]
- Francja[2]
- Włochy[2]
- Utah, Arizona, Nowy Meksyk Stany Zjednoczone[2]